# Skytsborg

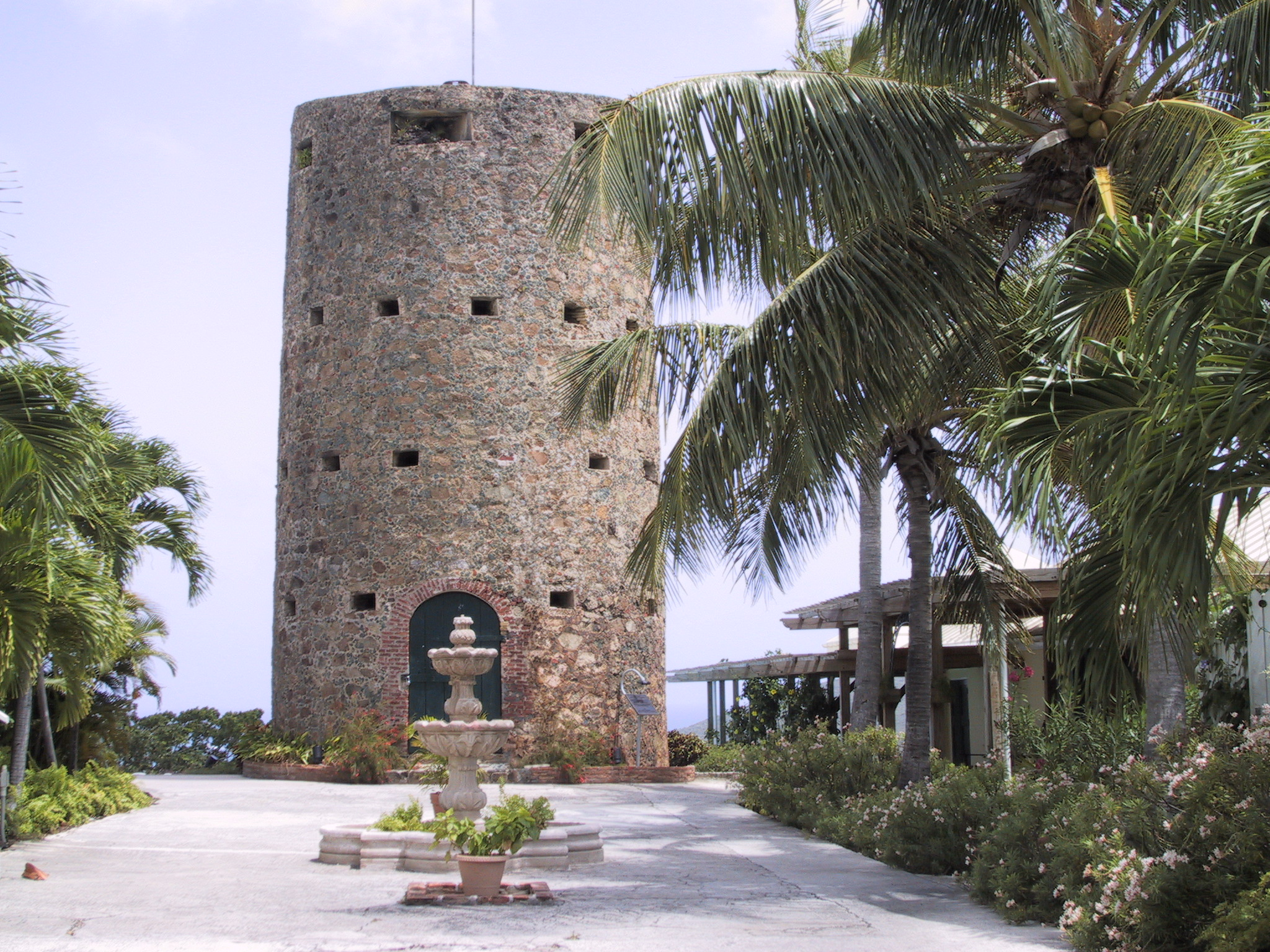
Skytsborg i Charlotte Amalie.

Skytsborg, idag känt som Blackbeard's Castle ("Svartskäggs borg") är en liten borg byggd 1679 som ligger i staden Charlotte Amalie på Saint Thomas, Amerikanska Jungfruöarna. Den byggdes under ledning av den danske guvernören Jørgen Iversen Dyppel som ett vakttorn för att skydda hamnen och Fort Christian. Skytsborg upptogs 1994 på listan över nationella historiska landmärken och är idag ett av fem av dessa landmärken på Amerikanska Jungfruöarna. Borgen går idag under namnet Blackbeard's Castle, men det är okänt hur och när detta namn uppstod.
Skytsborg var tillsammans med Fort Christian och Schmidtsbjerg en del av Charlotte Amalies försvar. Ursprungligen hade Fort Christian också ett vakttorn, Trygborg, men detta revs på 1870-talet i samband med en renovering av fästningen. På 1930-talet fick Schmidtsbjerg omfattande uppgraderingar, med bland annat större fönster. Skytsborg är därmed det enda kvarvarande vakttornet på Saint Thomas och i Karibien som behållit sitt ursprungliga utseende.